# Stazione di Nendeln
La stazione di Nendeln (in tedesco Bahnhof Nendeln) è una stazione ferroviaria a servizio della località di Nendeln, nel comune liechtensteinese di Eschen, sulla linea Feldkirch-Buchs.

## Storia
La stazione fu attivata il 24 ottobre 1872, in occasione dell'apertura della ferrovia Feldkirch-Buchs.
Dal 2013 la stazione successiva in direzione dell'Austria (Schaanwald) non viene utilizzata e la stazione di Nendeln è quindi diventata, ai fini doganali, una stazione di confine per i passeggeri in arrivo dall'Austria. Il Liechtenstein è in unione doganale con la Svizzera. I controlli doganali possono essere effettuati in stazione o a bordo dei treni da funzionari svizzeri. I controlli sistematici dei passaporti, invece, sono stati aboliti quando il Liechtenstein ha aderito all'Area Schengen nel 2011.

## Strutture e impianti
La stazione dispone di tre binari, due passanti serviti da marciapiedi e un tronchino, per il servizio viaggiatori.

## Movimento
La stazione è servita da 22 treni regionali al giorno, nei giorni lavorativi, sulla relazione Buchs SG - Feldkirch (11 per Buchs SG e 11 per Feldkirch), ovvero sulla linea S2 della S-Bahn del Vorarlberg.

## Interscambi
- Fermata autobus (Nendeln, Bahnhof)[6]